# Hedylopsidae
Hedylopsidae zijn een familie van weekdieren uit de klasse van de Gastropoda (slakken).

## Geslacht
- Hedylopsis Thiele, 1931